# Lista över fornlämningar i Eskilstuna kommun (Hammarby)
Lista över fornlämningar i Eskilstuna kommun (Hammarby) är en förteckning av ett urval av de fornlämningar som finns i Hammarby i Eskilstuna kommun.
| Namn                      | Lämningstyp             | Tillkomsttid | Historisk indelning    | Plats          | Läge                 | ID-nr          | Bild                                      |
| ------------------------- | ----------------------- | ------------ | ---------------------- | -------------- | -------------------- | -------------- | ----------------------------------------- |
| Hammarby 1:1              | Gravfält                |              | Hammarby, Södermanland |                | 59.401149, 16.598243 | 10032900010001 | Ladda upp en bild av detta fornminne      |
| Hammarby 2:1              | Stensättning            |              | Hammarby, Södermanland |                | 59.400294, 16.598077 | 10032900020001 | Ladda upp en bild av detta fornminne      |
| Hammarby 2:2              | Stensättning            |              | Hammarby, Södermanland |                | 59.400205, 16.597846 | 10032900020002 | Ladda upp en bild av detta fornminne      |
| Hammarby 2:3              | Stensättning            |              | Hammarby, Södermanland |                | 59.400161, 16.597704 | 10032900020003 | Ladda upp en bild av detta fornminne      |
| Hammarby 3:1              | Grav- och boplatsområde |              | Hammarby, Södermanland |                | 59.404334, 16.597053 | 10032900030001 | Ladda upp en bild av detta fornminne      |
| Hammarby 4:1              | Gravfält                |              | Hammarby, Södermanland |                | 59.400928, 16.603505 | 10032900040001 | Ladda upp en bild av detta fornminne      |
| Sö 89 (Hammarby 6:1)      | Runristning             |              | Hammarby, Södermanland | Hammarby kyrka | 59.405980, 16.594760 | 10032900060001 | Ladda upp en till bild av detta fornminne |
| Hammarby 7:1              | Gravfält                |              | Hammarby, Södermanland |                | 59.405323, 16.593432 | 10032900070001 | Ladda upp en bild av detta fornminne      |
| Sö 90 (Hammarby 8:1)      | Runristning             |              | Hammarby, Södermanland | Lövhulta       | 59.413430, 16.584292 | 10032900080001 | Ladda upp en till bild av detta fornminne |
| Hammarby 9:1              | Gravfält                |              | Hammarby, Södermanland |                | 59.405937, 16.590087 | 10032900090001 | Ladda upp en bild av detta fornminne      |
| Hammarby 10:1             | Stensättning            |              | Hammarby, Södermanland |                | 59.395255, 16.591544 | 10032900100001 | Ladda upp en bild av detta fornminne      |
| Hammarby 10:2             | Stensättning            |              | Hammarby, Södermanland |                | 59.395243, 16.591753 | 10032900100002 | Ladda upp en bild av detta fornminne      |
| Hammarby 10:3             | Stensättning            |              | Hammarby, Södermanland |                | 59.395216, 16.591901 | 10032900100003 | Ladda upp en bild av detta fornminne      |
| Hammarby 11:1             | Stensättning            |              | Hammarby, Södermanland |                | 59.408421, 16.629504 | 10032900110001 | Ladda upp en bild av detta fornminne      |
| Hammarby 11:2             | Stensättning            |              | Hammarby, Södermanland |                | 59.408348, 16.629696 | 10032900110002 | Ladda upp en bild av detta fornminne      |
| Hammarby 11:3             | Stensättning            |              | Hammarby, Södermanland |                | 59.408230, 16.629922 | 10032900110003 | Ladda upp en bild av detta fornminne      |
| Hammarby 12:1             | Röse                    |              | Hammarby, Södermanland |                | 59.400935, 16.584120 | 10032900120001 | Ladda upp en bild av detta fornminne      |
| Hammarby 14:1             | Gravfält                |              | Hammarby, Södermanland |                | 59.398440, 16.580321 | 10032900140001 | Ladda upp en bild av detta fornminne      |
| Hammarby 15:1             | Stensättning            |              | Hammarby, Södermanland |                | 59.405765, 16.582616 | 10032900150001 | Ladda upp en bild av detta fornminne      |
| Hammarby 15:2             | Stensättning            |              | Hammarby, Södermanland |                | 59.405879, 16.582574 | 10032900150002 | Ladda upp en bild av detta fornminne      |
| Hammarby 16:1             | Stensättning            |              | Hammarby, Södermanland |                | 59.398651, 16.575670 | 10032900160001 | Ladda upp en bild av detta fornminne      |
| Hammarby 17:1             | Gravfält                |              | Hammarby, Södermanland |                | 59.402111, 16.563372 | 10032900170001 | Ladda upp en bild av detta fornminne      |
| Hammarby 18:1             | Gravfält                |              | Hammarby, Södermanland |                | 59.402671, 16.573287 | 10032900180001 | Ladda upp en bild av detta fornminne      |
| Hammarby 19:1             | Stensättning            |              | Hammarby, Södermanland |                | 59.403016, 16.572282 | 10032900190001 | Ladda upp en bild av detta fornminne      |
| Hammarby 19:2             | Stensättning            |              | Hammarby, Södermanland |                | 59.403131, 16.572475 | 10032900190002 | Ladda upp en bild av detta fornminne      |
| Hammarby 19:3             | Stensättning            |              | Hammarby, Södermanland |                | 59.402939, 16.572051 | 10032900190003 | Ladda upp en bild av detta fornminne      |
| Ormkullen (Hammarby 20:1) | Gravfält                |              | Hammarby, Södermanland |                | 59.401505, 16.559920 | 10032900200001 | Ladda upp en bild av detta fornminne      |
| Hammarby 21:1             | Stensättning            |              | Hammarby, Södermanland |                | 59.400799, 16.551950 | 10032900210001 | Ladda upp en bild av detta fornminne      |
| Hammarby 22:1             | Gravfält                |              | Hammarby, Södermanland |                | 59.408059, 16.560500 | 10032900220001 | Ladda upp en bild av detta fornminne      |
| Hammarby 24:1             | Gravfält                |              | Hammarby, Södermanland |                | 59.410910, 16.579729 | 10032900240001 | Ladda upp en bild av detta fornminne      |
| Hammarby 28:1             | Gravfält                |              | Hammarby, Södermanland |                | 59.417226, 16.581939 | 10032900280001 | Ladda upp en bild av detta fornminne      |
| Hammarby 29:1             | Stensättning            |              | Hammarby, Södermanland |                | 59.398525, 16.581713 | 10032900290001 | Ladda upp en bild av detta fornminne      |
| Hammarby 29:2             | Stensättning            |              | Hammarby, Södermanland |                | 59.398419, 16.581901 | 10032900290002 | Ladda upp en bild av detta fornminne      |
| Hammarby 31:1             | Stensättning            |              | Hammarby, Södermanland |                | 59.398116, 16.581423 | 10032900310001 | Ladda upp en bild av detta fornminne      |
| Hammarby 32:1             | Stensättning            |              | Hammarby, Södermanland |                | 59.395725, 16.595561 | 10032900320001 | Ladda upp en bild av detta fornminne      |
| Hammarby 35:1             | Stensättning            |              | Hammarby, Södermanland |                | 59.400512, 16.573294 | 10032900350001 | Ladda upp en bild av detta fornminne      |
| Hammarby 37:1             | Stensättning            |              | Hammarby, Södermanland |                | 59.393262, 16.577767 | 10032900370001 | Ladda upp en bild av detta fornminne      |
| Hammarby 41:1             | Stensättning            |              | Hammarby, Södermanland |                | 59.385987, 16.600664 | 10032900410001 | Ladda upp en bild av detta fornminne      |
| Hammarby 45:1             | Stensättning            |              | Hammarby, Södermanland |                | 59.403379, 16.554101 | 10032900450001 | Ladda upp en bild av detta fornminne      |
| Hammarby 46:1             | Stensättning            |              | Hammarby, Södermanland |                | 59.400524, 16.569988 | 10032900460001 | Ladda upp en bild av detta fornminne      |
| Hammarby 47:1             | Hög                     |              | Hammarby, Södermanland |                | 59.392902, 16.579055 | 10032900470001 | Ladda upp en bild av detta fornminne      |
| Hammarby 48:1             | Gravfält                |              | Hammarby, Södermanland |                | 59.393601, 16.575891 | 10032900480001 | Ladda upp en bild av detta fornminne      |
| Hammarby 53:1             | Stensättning            |              | Hammarby, Södermanland |                | 59.394503, 16.581669 | 10032900530001 | Ladda upp en bild av detta fornminne      |
| Hammarby 55:1             | Hög                     |              | Hammarby, Södermanland |                | 59.402759, 16.585154 | 10032900550001 | Ladda upp en bild av detta fornminne      |
| Hammarby 56:1             | Stensättning            |              | Hammarby, Södermanland |                | 59.403179, 16.589925 | 10032900560001 | Ladda upp en bild av detta fornminne      |
| Hammarby 56:2             | Stensättning            |              | Hammarby, Södermanland |                | 59.403270, 16.589713 | 10032900560002 | Ladda upp en bild av detta fornminne      |
| Hammarby 57:1             | Gravfält                |              | Hammarby, Södermanland |                | 59.400751, 16.602508 | 10032900570001 | Ladda upp en bild av detta fornminne      |
| Hammarby 59:1             | Stensättning            |              | Hammarby, Södermanland |                | 59.401524, 16.599514 | 10032900590001 | Ladda upp en bild av detta fornminne      |
| Hammarby 61:1             | Stensättning            |              | Hammarby, Södermanland |                | 59.407785, 16.590304 | 10032900610001 | Ladda upp en bild av detta fornminne      |
| Hammarby 63:1             | Gravfält                |              | Hammarby, Södermanland |                | 59.410170, 16.584290 | 10032900630001 | Ladda upp en bild av detta fornminne      |